# Елмаз (албум)
„Елмаз“ е вторият самостоятелен албум на Есил Дюран. Той излиза на музикалния пазар на 1 февруари 2004 г.
След излизането на първия ѝ албум през 2001 г. Есил Дюран изкарва два хита – „SMS“ и „Съперница“. В компилацията „Пайнер хит сезони – есен 2002“ излиза и песента „Шеметно момиче“.
През лятото на 2003 г. певицата участва в конкурса за авторска песен Тракия фолк с песента „Сладки лъжи“, която скоро след това се сдобива и с много нетрадиционен видеоклип, заснет в киностудио Бояна.
На концерта за втория рожден ден на телевизия Планета Есил Дюран изпълнява баладата „Ако се върнеш“, която се превръща в тотален хит и покорява попфолк класациите. към песента е заснет и видеоклип, режисьор на който е Людмил Иларионов – Люси. Клипът е заснет в Старите софийски бани, откъдето са показани ефектни и впечатляващи кадри.
В началото на 2004 г. певицата заснема клип и към песента в денс стил „Луда съм, че те обичам“, което надминава успеха на „Ако се върнеш“ и се превръща също в тотален хит. Есил Дюран атакува лято 2004 с едноименната песен от албума Елмаз. Същия месец певицата прави и промоция на албума в новооткритата дискотека Планета Пайнер клуб във Варна.

## Песни
1. Луда съм, че те обичам
2. Елмаз
3. Сладки лъжи
4. Ако се върнеш
5. Сърцето ми бие тревога
6. Оп-са
7. Друга съм сега
8. Бъди до мен
9. Шеметно момиче
10. Ще ми върви
11. Най-най
12. Стига драми
13. SMS
14. Съперница
15. Най-добрия

## Видеоклипове
| Видеоклип              | Премиера | Албум | Режисьор              |
| ---------------------- | -------- | ----- | --------------------- |
| SMS                    | 2002     | Елмаз | Николай Скерлев       |
| Съперница              | 2002     | Елмаз | Николай Скерлев       |
| Шеметно момиче         | 2002     | Елмаз | Николай Скерлев       |
| Най-добрият            | 2003     | Елмаз | Румен Атанасов        |
| Сладки лъжи            | 2003     | Елмаз | Людмил Иларионов-Люси |
| Ако се върнеш          | 2003     | Елмаз | Людмил Иларионов-Люси |
| Луда съм, че те обичам | 2004     | Елмаз | Людмил Иларионов-Люси |
| Елмаз                  | 2004     | Елмаз | Людмил Иларионов-Люси |

## ТВ Версии
| Видеоклип              | Албум | Програма                                                              |
| ---------------------- | ----- | --------------------------------------------------------------------- |
| Съперница              | Елмаз | Воден свят 2002                                                       |
| Стига драми            | Елмаз | Новогодишна програма в „Приказките“ 2003, Лятна програма „Аква старс“ |
| Сърцето ми бие тревога | Елмаз | Новогодишна програма „Наздраве в Приказките“                          |

## Музикални изяви

### Участия в концерти
- Благотворителен концерт на „Пайнер“ – изп. „Just give me a break“ и „SMS“
- Денс парти 2002 – изп. „SMS“ и „Съперница“
- Награди на телевизия „Планета“ за 2002 г. – изп. „Ще ми върви“
- Тракия фолк 2003 – изп. „Сладки лъжи“ и „Оп-са“
- 2 години телевизия „Планета“ – изп. „Ако се върнеш“
- Награди на телевизия „Планета“ за 2003 г. – изп. „Луда съм, че те обичам“
- Пролетно парти 2004 – изп. „Луда съм, че те обичам“ и „Елмаз“
- Турне „Планета Дерби Плюс“ 2008 – изп. „Елмаз (ремикс)“, „Как искам“, „Егоист“, „Луда съм, че те обичам“ и „Нека“